# Gebhard Knuth
Gebhard Frederik Herman greve Knuth (født 30. januar 1857 på Lilliendal, død 13. marts 1927 i Aarhus) var en dansk godsejer, kammerherre og hofjægermester.
Han var søn af kammerherre, greve Adam Knuth til fideikommisgodset Lilliendal og hustru Vilhelmine f. baronesse Butlar, blev student fra Nykøbing Katedralskole, forpagter af Vosnæsgård 1881, ejer at samme 1889 samt medlem af sognerådet 1897-1903.
Han var gift med Agnes Alvilde Christiane Dinesen (5. august 1871 – 23. juli 1924), datter af hofjægermester, kammerherre Wentzel Laurentzius Dinesen til Katholm.